# 礦稅之弊
礦稅之弊，即明神宗在位期间與民爭利的賦稅措施，一般被認為是萬曆怠政的一部分。

## 背景
萬曆年間，紫禁城遭雷擊，引發三大殿大火延燒兩宮，國庫空虚，府前前衛副千戶仲春請開礦助大工，從之。此工程進行30年至天啟6年方完成，明神宗至死都居住在啟祥宮（曾住養心殿）。明代的矿税，也可以称为坑冶之课，金银矿的开采都是官府主持开采。也有一些民采，但是要须经允许，其课额也重。张居正一死，明神宗开始亲政，为了增加内库的内帑和税收，向各地派遣「礦稅太監」征收矿税银，後來成為時人口中的一代惡政。不少官僚指出，皇帝實際上通過礦稅真正收到的錢財只有十分之一，其他的都被欺公肥己的礦稅太監、隨從、地方無賴瓜分而去。而根據《明神宗實錄》，明神宗臨終時遺詔中對礦稅之弊，表示悔意，而《明光宗實錄》亦指出，明光宗登基後，立即下令停止礦稅，詔書中並指出礦稅弊處多項。

## 表现
一些學者分析道，明神宗本人愛財如命，征税的项目千奇百怪，无物不税、无地不税。為害最大的是“礦稅”一項，先後派出多批內璫徵收礦稅，幾乎遍佈中國各地，雖統名為礦稅，實際遠不限于礦業，兩淮有鹽監，廣東有珠監，搞得民不聊生。《明通鉴》记载，万历二十六年（1598年），“有奸民张礼等，伪为官吏，群小百十人，分据近京要地，税民间杂物，弗予，捶至死。”萬曆二十三年，御史馬經綸直言指斥明神宗“好貨成癖”。萬曆二十七年，吏部侍郎冯琦奏：“自矿税使出，民苦更甚。加以水旱蝗灾，流离载道，畿辅近地，盗贼公行，此非细故也。中使衔命，所随奸徒千百……遂今狡猾之徒，操生死之柄……五日之内，搜括公私银已二百万。奸内生奸，例外创例，不至民困财殚，激成大乱不止。伏望急图修弭，无令赤子结怨，青史贻讥。”萬曆二十九年，直隸巡按安文璧對萬曆帝說“皇上以六合為帑藏，視此四萬金奚啻太倉之一粒”。户科给事中官应震言：“内库十万两内五万九千两，或黑如漆，或脆如土，盖为不用朽蠹之象。”
礦監稅使向皇室內庫共進奉白銀五百六十餘萬兩，黃金一萬二千萬餘兩，平均每年進奉白銀五十餘萬兩，黃金一千多兩。也有學者指出，明神宗的生活花销还远不如清朝末代皇帝溥仪的水平。然而另一批人則認為，明代的白銀之購買力比清代高多了。

### 中性評價
在此以前，皇帝的内库主要收入为「金花银」（又名「京庫折銀」或「折色銀」），即依靠南直隸地区的田赋。不过内库所有收支最终仍由户部负责，并对皇帝的使用进行严格的干预和管理。目前，关于矿税银的多寡存在两种说法，一说自万历二十四年至万历三十二年间，共收银300万两。另说，自廿五年至卅四年，共收银560万两，金一万二千两。根据明光禄寺宫膳底账《宝日堂杂钞》的记载，包括矿税银在内的内库，需要用于皇宫开销的部分，除皇帝、后妃、宫女、太监以外，包括每日翰林院、文华殿、太医院、教习官、起居注官、兵部主事等人的日常工作餐。仅宫廷膳食一项，共需要负责约万人左右的饮食，皆由内库拨银。例如，万历三十九年正月，宫廷膳食开支12000两白银，人均约1两左右。而内宫各类，如宫女、太监等服务人员，日常俸禄则为俸米，并不由矿税银等拨用。
矿税除补贴内帑用于宫廷膳食以外，更多则用于国家开支，尤其是边镇用钱。如万历二十年（1592年）十一月初四日，甘肃巡抚田乐上疏因河西地区边疆用兵需数十万钱粮两，请拨内帑，明神宗批复同意。万历廿七年（1599年）十二月十二日，户部因京师库银减少边饷告急请明神宗拨内帑，明神宗虽然责怪户部未提前做好库银储备，并且不要因为有内帑而有恃无恐，但仍迅速拨发内府库银救急。万历卅一年四月，户部更是因北部边疆兵饷告急，请拨内帑百万兩銀，明神宗最顾及边情，所以同意招数拨用。
另外開徵礦稅的好處在於含矿税的内帑也偶爾用于国家救灾，如万历廿二年（1594年）三月初九日，因河南饥荒，拨内帑三万三千两用于赈灾。

### 負面評價
萬曆間，朝廷上至內閣大臣下至地方官員均反對礦稅。萬曆皇帝大派礦監，使得百姓在正稅之外又受到太監榷稅，導致商稅重覆徵收，三四百里水路就能一日被徵收五六次稅。 以臨清為例，萬曆派的太監公然違反雜糧十石以下免稅的舊例，臨清遍布稅吏，最終導致民變，也導致這個商品聚散地嚴重受到衝擊，臨清原本有緞店三十二 家，倒閉了二十一家; 布店原有七十二家，倒閉了四十五家; 雜貨店原有六十五家，倒閉了四十一家，商業蕭條，遼東布商更是絕跡。
其他的商業重鎮河西務，因為稅監橫徵暴斂，原先的一百六十家布店，倒閉剩三十家。 七大鈔關的關稅因為稅監胡作非為，搞的商人破產絕跡，從萬曆二十五年能每年徵收417500兩，下降至萬歷二十九年只能收到262800兩，減幅達37.14% 。萬曆三十年到三十二年，七大鈔每年虧損306670兩。 表面上內庫從礦稅拿到錢，實際上卻是小民破產和國家正稅收入連年下降的結果。地方官員也指出當其時礦稅太監們在地方巧立名目，橫徵暴斂，向百姓徵收行貨稅、舟車稅、居貨稅等門攤稅，百姓住的廬舍也要徵稅，用的油、布也要徵收雜稅，以致連米麥菽粟饔餐也徵稅、雞豚肉食也徵稅、耕牛騾驢也徵稅。海州鹽稅原來可以每年徵收2500兩，在太監高淮橫徵暴斂，搞的商旅為避免被雙重徵稅而躲避下，地方官員只能收到350兩，較先前下降86%，嚴重侵蝕地方稅基。
而礦稅太監的手下們多四方無賴，他們不但驕橫市井，更有剽奪百姓財產、污人婦女等惡行，這導致大量地方民變爆發。即使萬曆皇帝本人也坦承礦稅太監有諸多惡行和問題，如萬歷三十六年在礦稅太監高淮對百姓敲骨吸髓而導致遼東兵變後，萬曆皇帝也坦承說「高淮擅自出巡，騷擾地方，今又扣克軍士糧餉，且各邊軍士臥雪眠霜，勞苦萬狀，九死一生，何堪虐害?」，最終不得不把高淮撤回。學者周遠廉也指出，礦稅大部份都是攤派民夫和地方的，礦稅太監們以「奉旨前来」狐假虎威，卻不實際上開礦，而是把百姓編為「礦夫」每歲收銀，使得地方出現「不市而徵稅，無礦而輸銀」 、「沿屯軍民……各處逃走」的情況。而即使負責的太監老實開礦，也往往是得不償失，以負責真、保、蓟、永四地開礦的太监王虎為例，自萬曆二十四年至三十二年，一共開採了黃金557兩，銀92642兩，但「然计历年开矿，所费工值物料亦至十余万，得不偿失也」。
而礦監們在橫徵暴斂之餘，往往借「中使」之名威壓地方官員，只要其稍有不從，便是馬上以「阻撓稅務」之名把他們彈劾降調，而每當朝野官員針對礦監的惡行提出勸諫時，萬曆皇帝則往往置之不理。僅以礦監陳增為例，其上任山東後不久便彈劾罷免了福山知縣韋國賢，益都縣知縣吳宗堯與山東巡撫尹應元均先後彈劾陳增奸貪網利，但陳增在萬曆皇帝袒護下不但平安無事，二人反而先後被奪俸罷官。陳增轉至湖廣後，更是又先後彈劾逮捕了荊州府推官華鈺、黃州府經歷車任重、湖廣僉事馮應京，降荊州知府李商耕、黃州知府趙文煒、武昌同知卞孔時、荊門知州高則巽、江防參政沈孟化、蘄州知州鄭夢楨等，使得他們被貶官罷職，可見其時礦監們氣焰之囂張。

## 人员
| 地点   | 地点   | 地点 | 矿监   | 税监 | 盐监 | 珠监 | 时间 | 备注 |
| ------ | ------ | ---- | ------ | ---- | ---- | ---- | ---- | ---- |
|        | 北直隶 |      |        |      |      |      |      |      |
| 昌黎   | 田进   |      |        |      |      |      |      |      |
| 迁安   | 田进   |      |        |      |      |      |      |      |
| 昌平   | 王忠   |      |        |      |      |      |      |      |
| 涞水   | 王忠   |      |        |      |      |      |      |      |
| 南直隶 |        |      |        |      |      |      |      |      |
| 十三省 | 浙江   |      | 曹金   |      |      |      |      |      |
| 十三省 | 陕西   |      | 赵钦   |      |      |      |      |      |
| 十三省 | 山西   |      | 张忠   | 孙朝 |      |      |      |      |
| 十三省 | 山西   | 平定 |        |      |      |      |      |      |
| 十三省 | 山西   | 稷山 |        |      |      |      |      |      |
| 十三省 | 河南   |      | 鲁坤   |      |      |      |      |      |
| 十三省 | 广东   |      | 李凤   | 李凤 |      | 李敬 |      |      |
| 十三省 | 云南   |      | 杨荣   |      |      |      |      |      |
| 十三省 | 江西   |      | 潘相   |      |      |      |      |      |
| 十三省 | 福建   |      | 高寀   | 高寀 |      |      |      |      |
| 十三省 | 湖广   |      | 陈奉   | 陈奉 |      |      |      |      |
| 十三省 | 山东   |      | 张晔   |      |      |      |      |      |
| 十三省 | 山东   | 临清 |        | 马堂 |      |      |      |      |
| 十三省 | 山东   | 东昌 |        | 陈增 |      |      |      |      |
| 十三省 | 广西   |      |        |      |      |      |      |      |
| 十三省 | 贵州   |      |        |      |      |      |      |      |
| 十三省 | 四川   |      | 丘乘云 |      |      |      |      |      |
|        | 辽东   |      | 高淮   |      |      |      |      |      |
| 蓟州   |        | 王虎 |        |      |      |      |      |      |
| 真保   | 真定   | 王虎 |        |      |      |      |      |      |
| 真保   | 保定   | 王虎 |        |      |      |      |      |      |
| 永平   |        | 王虎 |        |      |      |      |      |      |

## 进奉内库
| 时间         | 金（两） | 银（两）  | 备注                                      |
| ------------ | -------- | --------- | ----------------------------------------- |
| 万历二十五年 |          | 9790      | 明末人文秉撰《定陵注略》卷 4 《内库进奉》 |
| 万历二十六年 | 816.9    | 147047    | 明末人文秉撰《定陵注略》卷 4 《内库进奉》 |
| 万历二十七年 | 875      | 318590    | 明末人文秉撰《定陵注略》卷 4 《内库进奉》 |
| 万历二十八年 | 197.93   | 458168    | 明末人文秉撰《定陵注略》卷 4 《内库进奉》 |
| 万历二十九年 | 1930.8   | 1035844.6 | 明末人文秉撰《定陵注略》卷 4 《内库进奉》 |
| 万历三十年   | 1737.5   | 705794    | 明末人文秉撰《定陵注略》卷 4 《内库进奉》 |
| 万历三十一年 | 1715.8   | 1129004   | 明末人文秉撰《定陵注略》卷 4 《内库进奉》 |
| 万历三十二年 | 1167.6   | 714827    | 明末人文秉撰《定陵注略》卷 4 《内库进奉》 |
| 万历三十三年 | 1108.2   | 535914    | 明末人文秉撰《定陵注略》卷 4 《内库进奉》 |

## 评价
谷应泰在《明史纪事本末》书中评价：
|  | 闻之银镂金品，列之《禹贡》；廿人玑贝，载在《周礼》。国有常经，非可以无艺征之也。况王者藏富于闾阎，天子不下求金车，良以多欲者仁义难施，黩货者乱源斯伏，有天下者不可以不致谨也。神宗奕叶升平，边圉封贡，海内乂安，家给人足。而乃苞桑之忧不系于虑，日中之昃弗虞于怀。远贤士大夫，亲宦官宫妾。女谒苞苴，阴性吝啬。孳孳所谈，利之所萌耳。逮至万历二十四年，张位主谋，仲春建策，而矿税始起。于是命张忠往山西，曹金往两浙，赵钦往陕西，陈增驻山东，高寀领福建，杨荣办云南，丘乘云驻四川，李敬摄广东，郝隆、刘朝用采池州，陈奉领湖广，鲁坤开彰德、卫辉，大珰杂出，诸道纷然。而民生其间，富者编为矿头，贫者驱之垦采，绎骚凋敝，若草菅然。又不特此也，矿务之外，天津有店租，广州有珠榷，两淮有余盐，京口有供用，浙江有市舶，成都有盐茶，重庆有名木，湖口长江有船税，荆州有店税。又有门摊、商税，油、布杂税，莫不设珰分职，横肆诛求。有司得罪，立系槛车；百姓奉行，若驱驼马。虽汉室牢盆，桑、孔乘传，熙、丰手实，鸡豚悉空，曾未若斯之酷也。 |

|  | 至乃国法恣睢，人怀痛愤，反尔之诫，覆舟之祸，亦间有之。以故高淮激变辽东，梁永激变陕西，陈奉激变江夏，李凤激变新会，孙隆激变苏州，杨荣激变云南，刘成激变常镇，潘相激变江西。当斯时也，瓦解土崩，民流政散，其不亡者幸耳！而深宫不省，疏入留中。其始因矿税而设珰者，继则珰荧然托命言矿税。其始因珰媚而迎合在矿税者，继则珰肥而交结在宫闱。植根深固，未易卒拔故也。善乎！侍郎冯琦之疏曰：“皇上之心，但欲裕国，不欲病民。群小之心，必自瘠民，方能肥己。”逮至三十三年，而税归有司，矿使停罢，轮台之悔，不亦晚乎！然且两载以还，税监不革，七年之后，为池复开，比之卫武饮酒之悔，秦穆临河之誓，抑何习与性成也。 |